# Zdeněk Mácal
Zdeněk Mácal (Brno, 8 de janeiro de 1936 – 25 de outubro de 2023) foi um compositor e maestro checo.
Depois de uma promissora carreira na Checoslováquia, fugiu desta após a invasão do país pelos soviéticos, em 1968, tendo então trabalhado na Orquestra Sinfónica da Rádio de Colónia e, posteriormente, na Orquestra Sinfónica de Milwaukee.
A 1 de Setembro de 2003, foi nomeado condutor da Orquestra Filarmónica Nacional Checa. Para além disso, foi igualmente condutor da Orquestra Sinfónica de Sydney. Todavia este último contrato foi interrompido devido a desentendimentos entre os músicos e Znedek. Foi depois sucedido por Stuart Challender.